# 24048 Pedroduque
24048 Pedroduque è un asteroide della fascia principale. Scoperto nel 1999, presenta un'orbita caratterizzata da un semiasse maggiore pari a 2,442026 UA e da un'eccentricità di 0,133505, inclinata di 13,765657° rispetto all'eclittica. Ha un diametro di 4,093 km e un'albedo di 0,183.
Fa parte della famiglia di asteroidi Chimaera.
Il suo nome è un omaggio all'astronauta spagnolo Pedro Duque.